# Salcea
Salcea – miasto w Rumunii, w okręgu suczawskim. Liczy 8,770 mieszkańców (2011).

## Przypisy

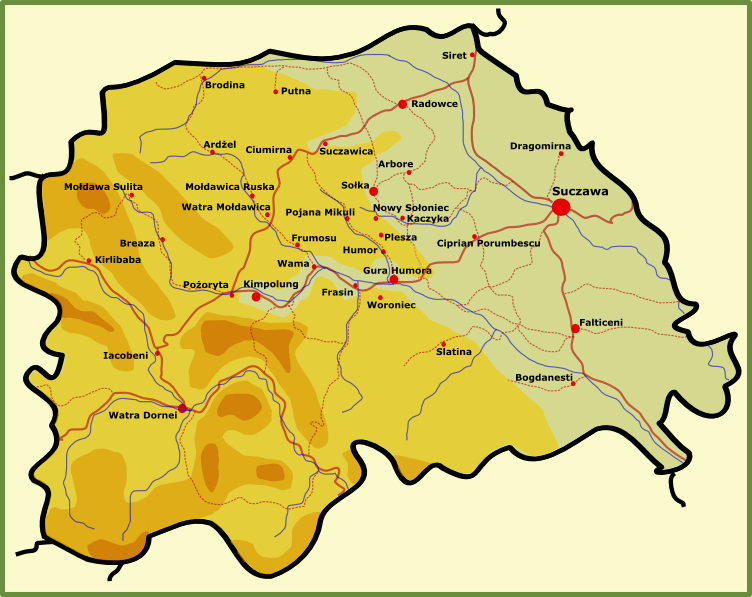
okręg Suczawa

Dzisiejszy okręg Suczawa, z zaznaczoną Bukowiną południową